# Куманів
Ку́манів — село в Україні, у Сатанівській селищній територіальній громаді Хмельницького району Хмельницької області. Населення становить 534 осіб.

## Етимологія
На думку історика Омеляна Пріцака назва походить від половців- куманів.

## Історія
9 квітня 1434 р. король Владислав II Ягайло записав Янові Крушині з Бакова 60 гривень на королівський маєток Куманів, що знаходиться в Смотрицькому повіті. Цю дату варто вважати першою писемною згадкою про село.
У люстрації 1469 року вказано, що королівська маєтність Куманів перебувала в управлінні Міхала Бучацького за 60 марок.
28 листопада 1538 р. король Сигізмунд І обмінявся з Георгієм Талафусом маєтками; король отримав села Щодрова та Суслівці, а Талафус отримав села Думанів та Куманів.
10 березня 1539 р. король Сигізмунд І дозволив Георгію Талафусу заснувати у його дідичному селі Куманів містечко з назвою Талафусів, подарував йому магдебурзьке право та запровадив ярмарки: на Петра і Павла та на Андрія; а також щотижневі торги у п'ятницю.
Заснувати містечко так і не вдалося, в 1552 р. в селі Куманів було 9 дворів.
В 1583 р. в селі Куманів було 14 дворищ, млин та православна церква.
В першій половині 17 століття Куманів мав неясний статус — в одних документах писалося, що Куманів місто, в інших, — що село.
В податковому реєстрі 1650 р. зазначено, що Стефан Жук з села Куманів, підданий Станіслава Рогальського, свідчив, що в маєтку є лише три халупи.
В реєстрі 1661 р. вказано, що містечко (oppidum) Куманів є спустошеним, про це свідчив шляхтич Ян Жицінський слуга Станіслава Рогальського.
В 1670-их рр. власниками села були Войцех Казимир Коц, буський підсудок, та Ян Чермінський.
В часи панування на Поділлі турків в 1672—1699 рр. село також лежало спустошеним.
У 18 ст. село належало Стадніцьким. В 1750 р. подільський хорунжий Францішек Стадніцький збудував в селі костел Преображення Господнього.
В кінці 19 століття в селі було 128 будинків, до 1000 мешканців, в тому числі 70 однодворців, 758 десятин землі належало селянам. До католицької парафії належало 2371 осіб. Православна церква Михайла мала 1489 парафіян та 46 десятин землі. Поміщикам Залеським належало 640 десятин землі, а Ґурчинським — 216.

## Символіка

### Герб
В лазуровому щиті три срібних гори, середня вища, обтяжених червоним куманцем; над середньою горою золоте сонце без обличчя з шістнадцятьма променями, з двох бічних гір б'ють срібні фонтани. Щит вписаний в золотий картуш і увінчаний золотою сільською короною. Внизу щита напис «Куманів» і рік «1404».

### Прапор
Квадратне полотнище поділене горизонтально на дві рівновеликі смуги у п'ять зламів, бічні нижчі від середнього. На білій смузі червоний куманець, на синій смузі жовте сонце без обличчя з шістнадцятьма променями, по сторонам від якого з бічних зламів б'ють білі фонтани.

### Пояснення символіки
Куманець — символ назви села (герб є промовистим); гори — символ місцевості, фонтани означають велику кількість мінеральних джерел.

## Персоналії
- Розгін Іван Федорович — український біолог-патолог.

## Галерея

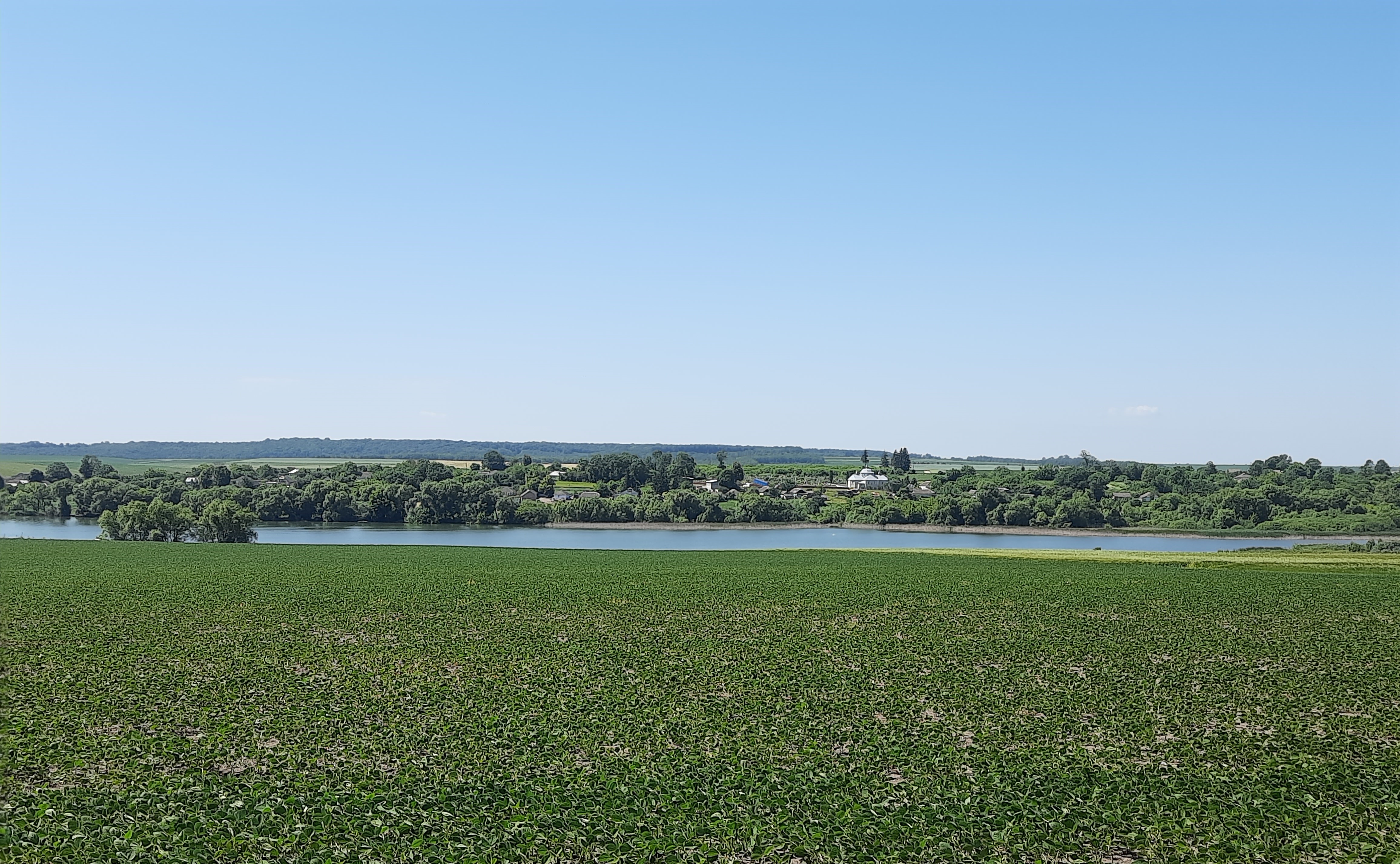
Вигляд на село
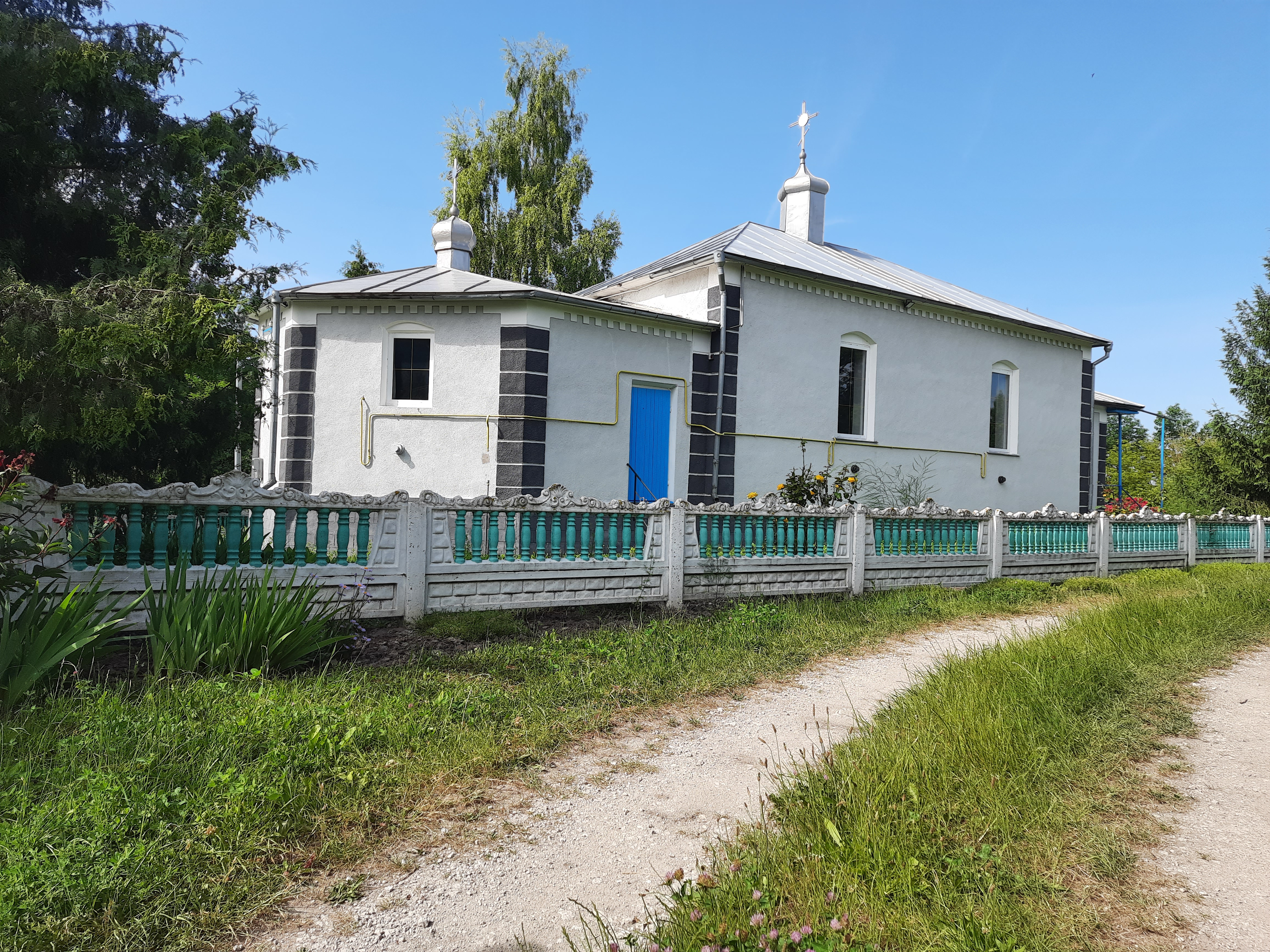
Сільська церква
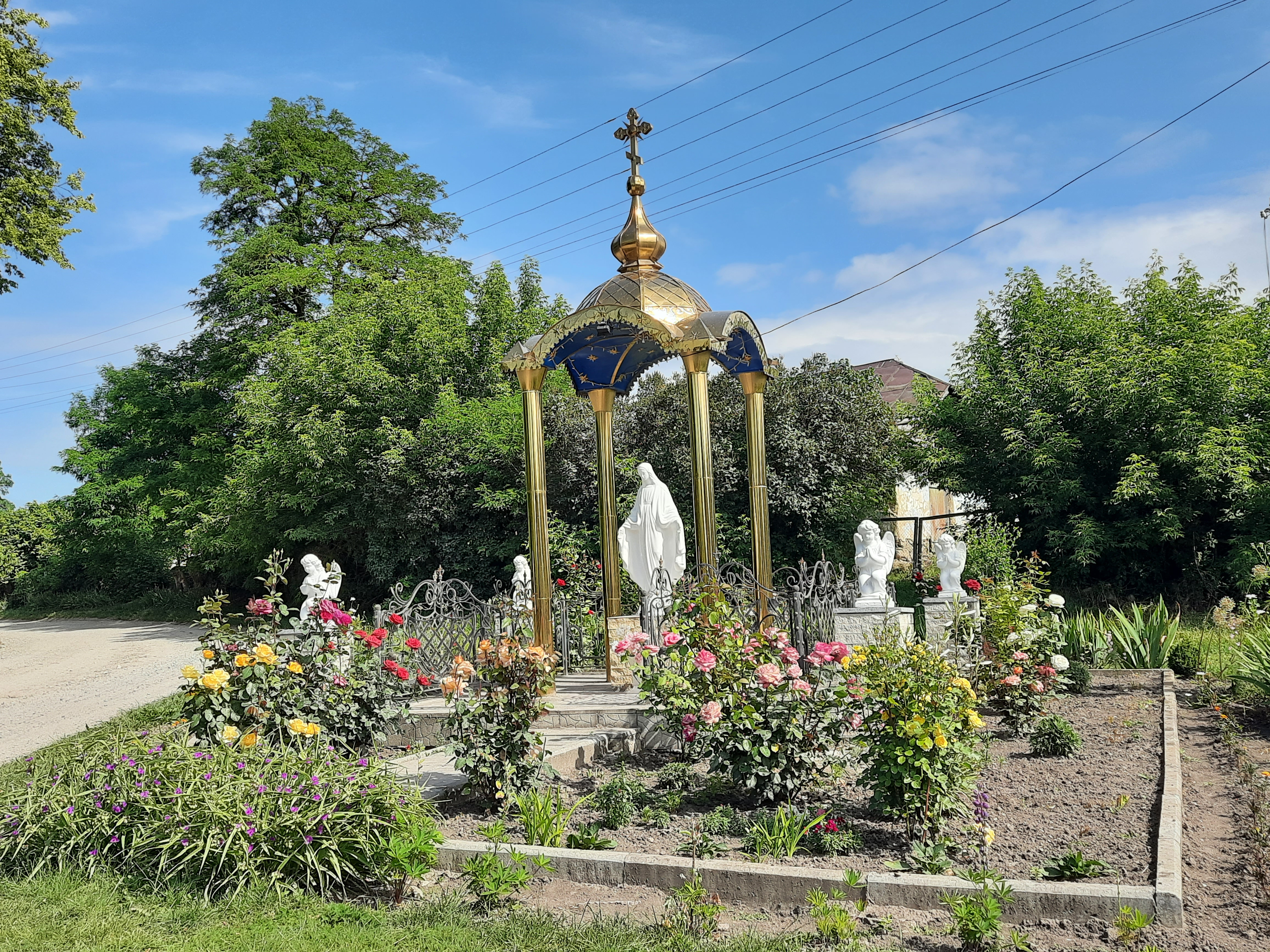
Статуя Божої Матері
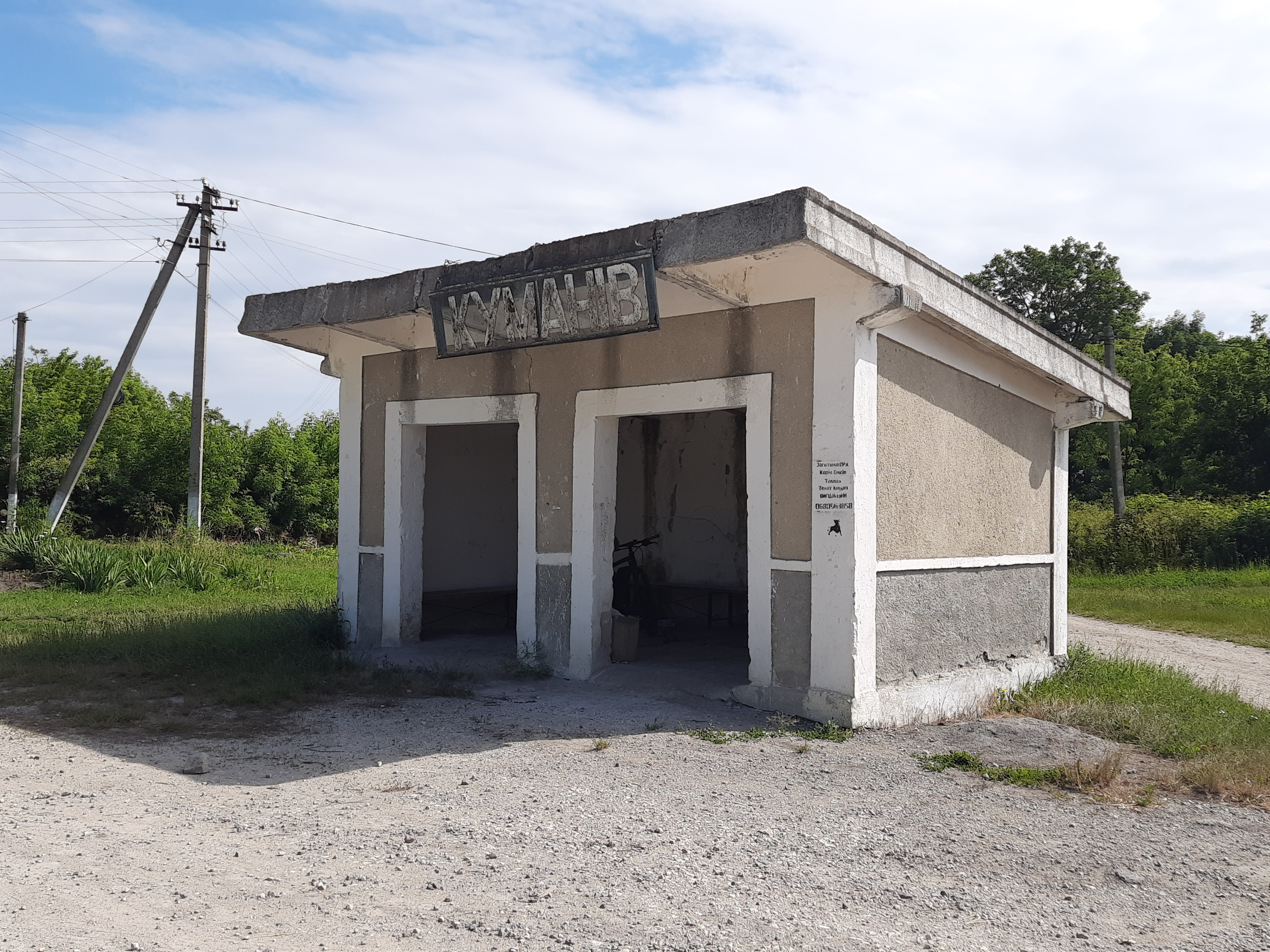
Автобусна зупинка
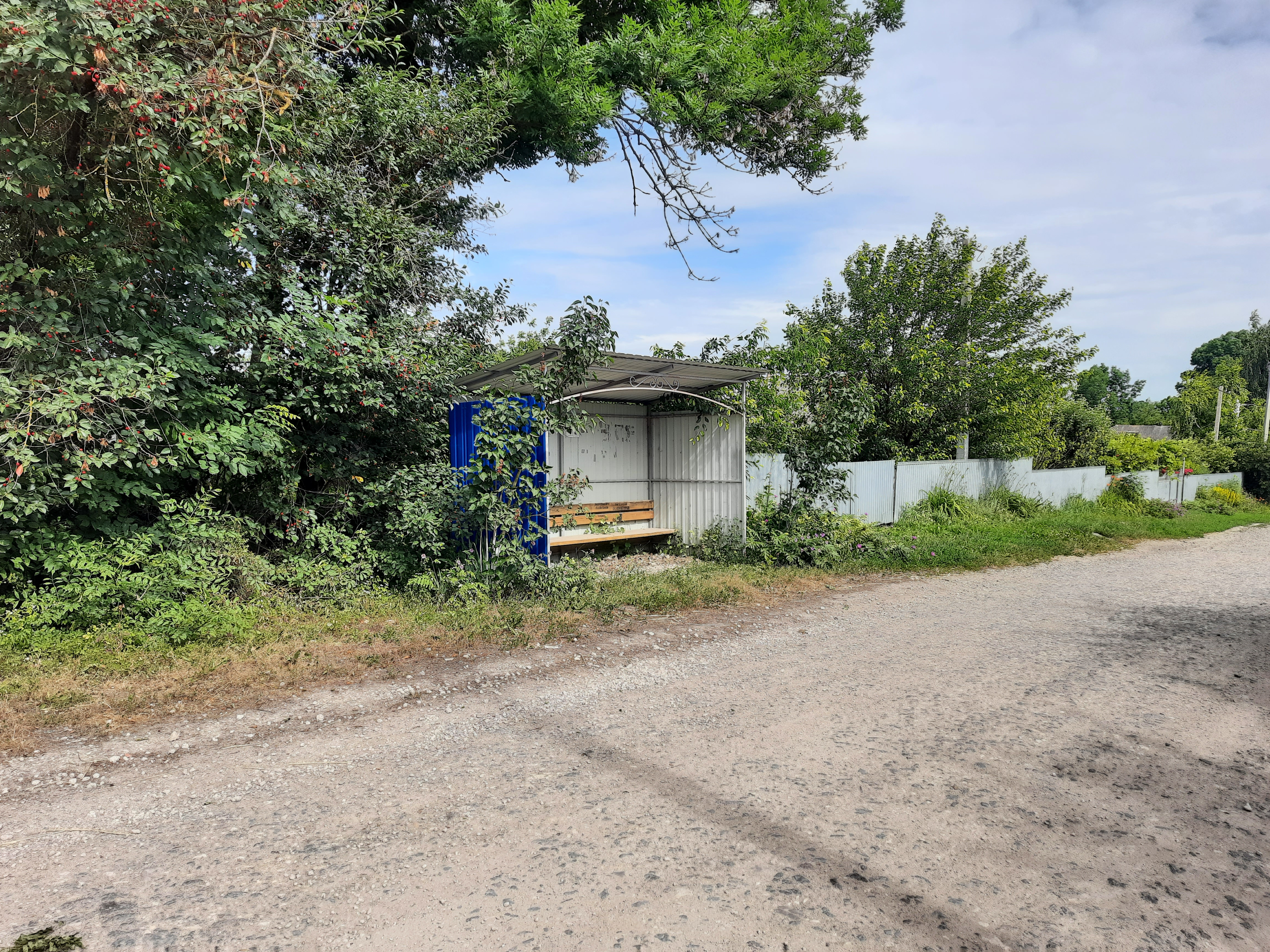
Автобусна зупинка
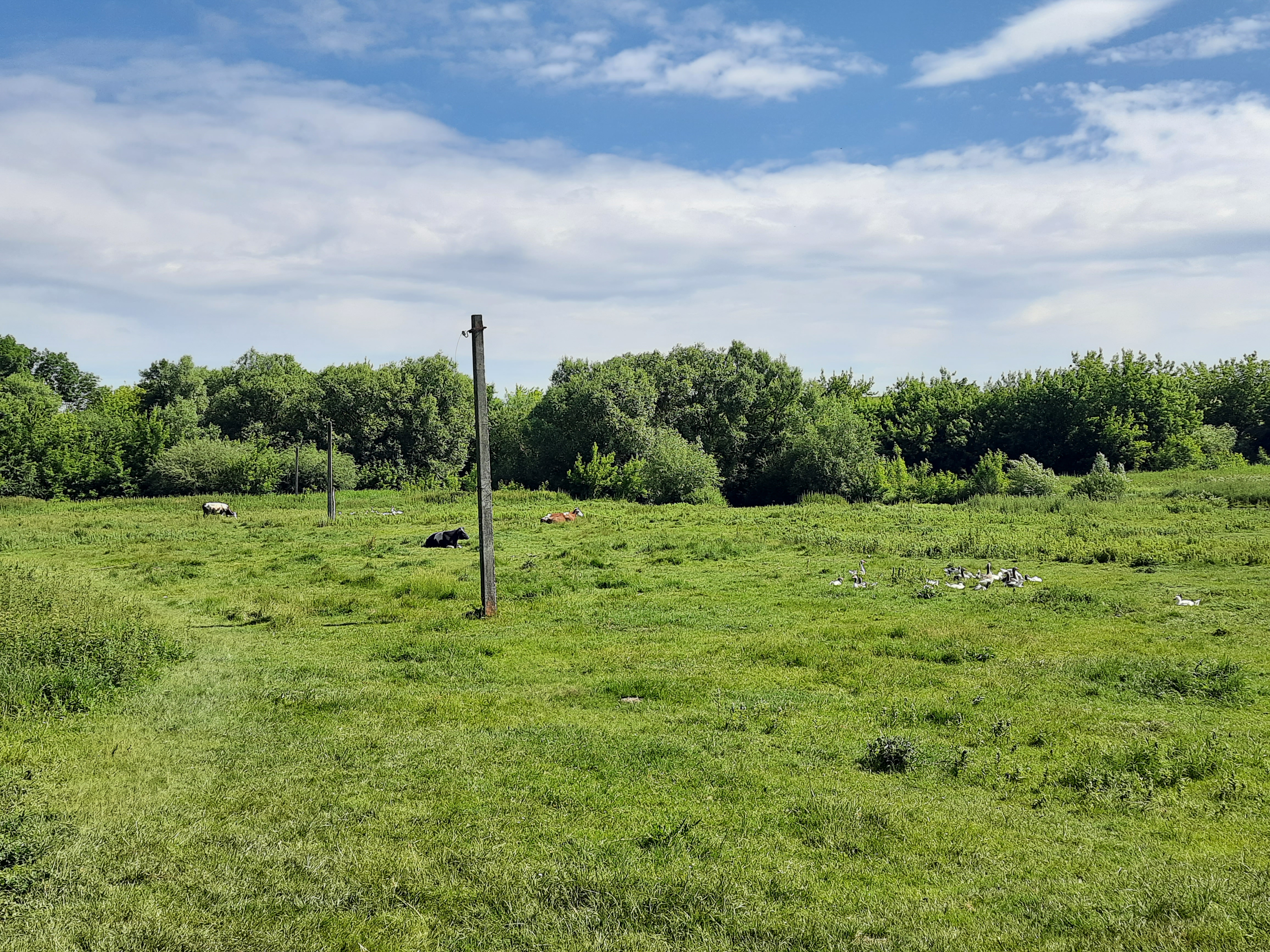
Краєвид біля села
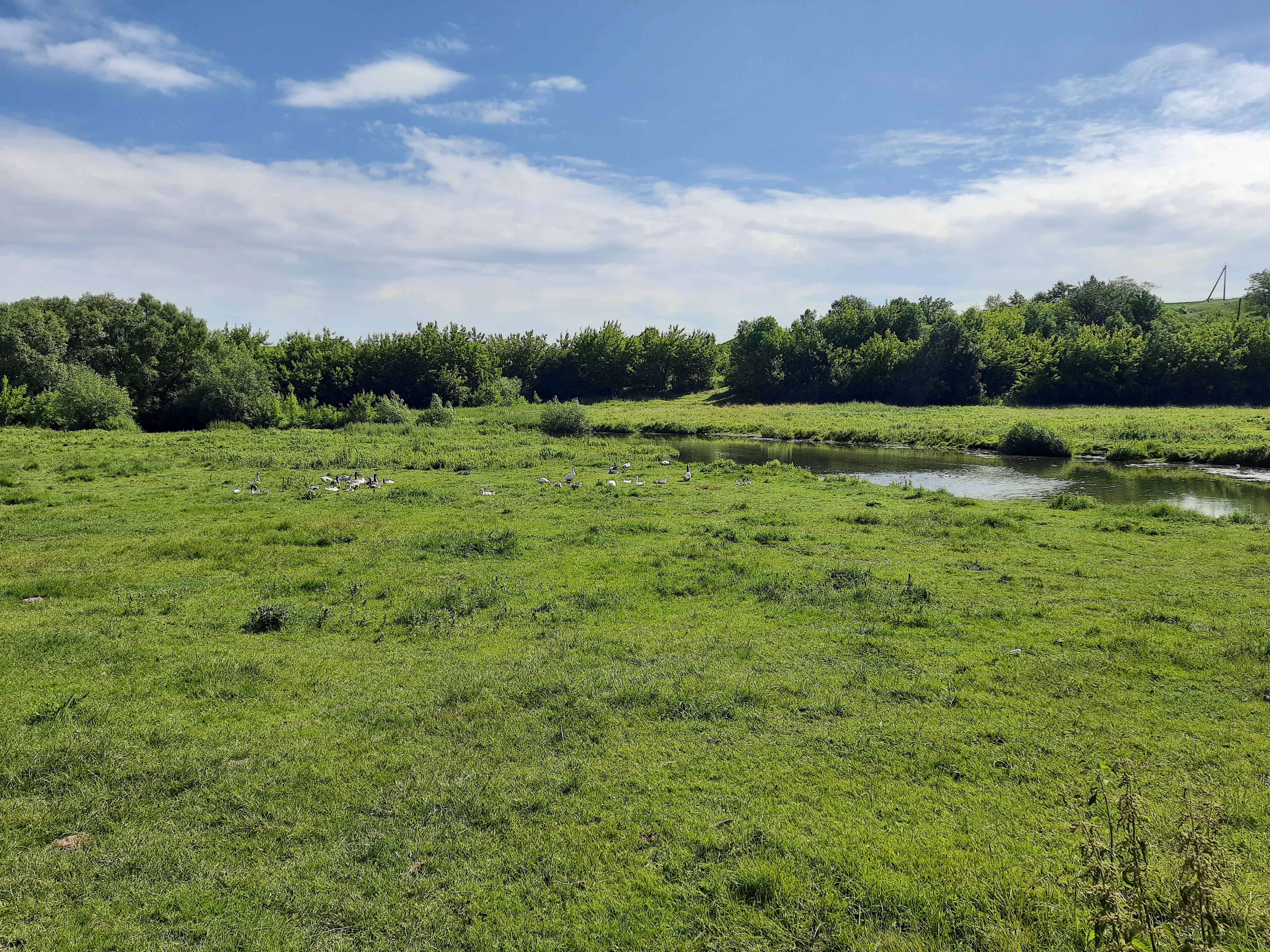
Річка Сквила біля села